# Steve Ross (basket-ball)
Pour les articles homonymes, voir Steve Ross.
Andrew Drevo, né le 11 octobre 1980, à Kamloops au Canada, est un ancien joueur canadien de basket-ball. Il évoluait au poste d'ailier.

## Palmarès
- Champion des Pays-Bas 2010
- Coupe des Pays-Bas 2011